# Christina Monden
Christina Helga Monden (* 2. Januar 1939 in Berlin; † 6. Dezember 1961 ebenda) war eine deutsche Schauspielerin.

## Leben und Wirken
Monden besuchte die Max-Reinhardt-Schule für Schauspiel und war sowohl in West- als auch in Ostdeutschland als Schauspielerin tätig. Erste Bekanntheit erlangte sie mit Rollen in Nur eine Frau (1958), Reportage 57 (1959) und Ein Mädchen von 16 ½ (1958). Außerdem hatte sie eine Rolle in fünf Folgen der Fernsehserie Die Firma Hesselbach.
Monden wurde Ende 1961 tot in ihrer Wohnung in Berlin-Steglitz aufgefunden. Nach anderen Angaben starb sie in München, wo sie am Bayerischen Staatsschauspiel verpflichtet war.

## Filmografie
- Nur eine Frau (1958)
- Ein Mädchen von 16 ½ (1958)
- Reportage 57 (1959)
- Die Firma Hesselbach (1960)